# كورا كامبل
كورا كامبل هي لاعبة كرة الماء كندية، ولدت في 28 مايو 1974.

## وصلات خارجية
- كورا كامبل على موقع الاتحاد الدولي للسباحة (الإنجليزية)
- كورا كامبل على موقع اللجنة الأولمبية الدولية (الإنجليزية)
- كورا كامبل على موقع أوليمبيديا (الإنجليزية)
- كورا كامبل على موقع اللجنة الأولمبية الكندية (الإنجليزية)